# MegaTexture
A MegaTexture renderelési technológiát az id Software fejlesztette ki, John Carmack Doom 3 videójáték-motorjához, de használják az id Tech 4-hoz és a számítógépes grafikában is.

## Jellemzői
Eme technológiának hála a lenyűgöző környezet mellett minden textúrához egyedi fizikai jellemzőket rendelhetnek a készítők. Így a különféle járművek mind másként teljesítenek sivatagos, hegyi vagy épp havas területeken. Az egész terep egy méretes textúra, így nem láthatók az itt-ott fellelhető illesztési hibák és ismétlődések és ugyancsak nincs szükség a „ködösítésre” a látótávolság elcsalásához. Több milliónyi poligont mozgat és gigabyte méretű textúrákat is képes apró, 1 hüvelyknyi területre kicsinyíteni, mindezt minőségromlás nélkül.
A MegaTexture összegzi az adott pályán található textúrákat és azt egy fájlba menti el. Ezáltal a program nem számolja ki külön az adott pályán lévő részeket, mivel azok egy fájlba vannak elmentve, amit előre betölt a pálya betöltésekor, s így kevesebbet is fogyaszt a program. Először ezt a technológiát a Splash Damage által készített Enemy Territory: Quake Wars videójátékban használták, de John Carmack beépítette az id Tech 5 motorba is, s így megmutatkozik a Rage-ben és majd a Doom 4-ben is ez a módszer, akár 128000×128000-szeres textúra-felbontásban.